# Ereala armata
Ereala armata is een hooiwagen uit de familie Assamiidae.